# Actinothoe kerguelensis
Actinothoe kerguelensis is een zeeanemonensoort uit de familie Sagartiidae.
Actinothoe kerguelensis is voor het eerst wetenschappelijk beschreven door Pax in 1922.